# Ali B
Ali Bouali (født 16 oktober 1981 i Zaanstad, Nederlandene), bedre kendt som Ali B er en nederlandsk rapper og komiker af Marokkansk oprindelse og bor i Almere, Nederlandene.
Ali B har også arbejdet som tv-studievært, stand-upcomedian og forvalter han sammen med sin hustru managementkontor SPEC. I løbet af det første årti af det 21 århundrede, steg Ali B's popularitet med sine hits "Rampeneren", "Leipe mocro flavour", "Ik ben je zat" , og hans bidrag på sangen "Wat zou je doen?" af Marco Borsato. Rapperen blev hædret med en TMF Award i 2005 og 2006. I løbet af sin karriere, arbejder(e) han har med Akon, Yes-R, Ziggi, The Opposites, The Partysquad og Fresku og Lijpe.

## Biografi
Han tilbragte sine første år i Zaanstad, men i en alder af to år, flyttede Ali B til Amsterdam. Efter at have hørt om antallet Moordenaar af Osdorp Posse blev han interesseret i hiphop og startede med at rappe. Selv om en del af sin familie fortsat blev boende i Amsterdam flyttede Ali på fjorten år med sin mor til Almere, hvor han for alvor begyndte at arbejde på sin musik karriere.
Han kaldte sig selv Ali B, fordi medierne på denne måde hentyder til kriminelle i nyheder. I Almere gav Ali B sin første koncert, og han vandt Poetry Slam i 2000/2001. I 2012, erklærede Ali B, at han i sin ungdom havde været afhængig af ludomani og stoffer og at han handlede i forbudte stoffer for at få penge.
Ali B spiller rollen som den erfarne gangster Hassan Kamikaze i den belgiske krimifilm Patser, som landede i de nederlandske biografer den 1. februar 2018.

### Karriere
Fra 2000 har Ali B deltaget i flere talentshows som Wanted, og stod han i december 2002 i finalen af De grote Prijs van Nederland i kategori r&b/hip-hop, hvor han tabte til sanger Corey. Men hans deltagelse gik ikke ubemærket hen, og han fik to måneder efter finalen en kontrakt med Warner Music. Singlen "Waar gaat dit heen?"  blev udgivet der nåede anden pladsen på The Box' hitlisten. Også sin næste video "Leven van de straat", blev populær på musik-kanalen. Hans gennembrud til det store publikum kom med sin singlen "Ik ben je zat," som han lavede sammen med Brace, der nåede tredjepladsen i De Nederlandse Top 40. Ved hans energiske, underholdende og til tider en smule frække live optrædener, fik Ali meget hurtigt anerkendelse, og var et hyppigt set gæst i (debat)programmer i radio og på tv.

### Optrædener
For War Child optrådte han i 2004, sammen med Marco Borsato på en af Borsatos koncerter i Rotterdams Feyenoordstadium, De Kuip, dette samarbejde udmøntede i singlen Wat zou je doen? som udkom i september og kom direkte på første pladsen på hitlisten.
Han vekslede mellem store optrædener og mindre. Han stod den 1. september 2004 således sammen med Amerikanske rappere, 50 Cent og G-Unit i Rotterdam Ahoy og den 18. september på Herfstpop i Rijswijk. I 2004 vandt han popprijs 2004.
Ali B inspillede "Zeven Dagen Lang" af bots for platentiendaagse i 2005. 2005 blev et travlt år for Ali B, hvor han lavede en tv-serie, "Rap Around The World", hvor han besøgte udviklingslandene og hvor han viste i hvilken situationer de unge mennesker må leve. Desuden lånte Ali B hans stemme til den nederlandske version af den animerede film Robotter, startede han med Ja-R sit eget radioprogram på Juize FM, og besøgte han Dr. Leo Kannerhuis (center for autisme), i Oosterbeek. I 2005 vandt Ali B da også forskellige priser, blandt andet en TMF Award i kategorien "Bedste Nye Kunstner" og to MOBO Awards for bedste video og bedste nationale single. Rapperen fik også en voks statue på Madame Tussauds.
I 2006 inspillede den Amerikanske rapper Akon, sammen med Ali B og Ja-R en nederlandsk version af singlen "Ghetto" . Ali B genudgav samme år fodbold kampsangen "Wij houden van Oranje", André Hazes fra 1988.
Andre hits fulgte snart efter, som Rampeneren, Leipe Mocro Flavour og Zomervibe. Den 13. oktober vandt Ali B hans anden TMF Award, denne gang i kategorien "Best Urban Act'.
I slutningen af 2006 var Ali Bouali tilbage på scenen med Marco Borsato i sin koncertserie Symphonica in Rosso. I tillæg til hans store hit, Wat zou je doen?, rappede Ali B sammen med Ja-R på en særlig version af Dromen zijn bedrog.
Ved udgangen af 2007 gave Ali B en intim koncert i Liempde for et velgørenhed. Der blev samlet over € 16.000 euro ind.

### Tv-programmer
I april og maj 2008 kom Ali B med sin egen program De Flat van Ali B (Ali B's lejlighed) på tv. I maj 2008, lavede Ali B en sensation ved at være den første der bogstaveligt talt rappede 101 "barer" (regler) i rap-udsendelse fra 101 Barz. I 2011 lavede han en serie i otte deler. Ali B op volle toeren, og i 2014 blev han tv-vært for den nye TROS-program Ali B en de 40 wensen og Ali B en de muziekkaravaan. 

### 2011-nu
I begyndelsen af 2011 startede han sin tv-show Ali B op volle toeren, hvor han og en kollega rapper i hver episode besøger en kunstner fra fortiden. Han bragte også et show kaldet Ali B geeft antwoord og anoncerede et eponym album. 
Ja-R og Darryl udgav et nyt album under B's pladeselskab. Han bekendtgjorde at hans gamle ven Brace, efter en vanskelig periode, havde tegnet en pladekontrakt med B's SPEC entertainment. I 2013 blev det offentliggjort, at Ali B ville blive den nye dommer på The voice of Holland. Fra 2016 er Ali B sammen med Ilse DeLange også de nye dommere for junior udgaven The Voice Kids. I 2016 blev hans talent Irmani slået af DeLanges Esmeé, men i 2017 blev hans talent Iris Verhoek vinderen af talentshowet. Allerede ved hendes audition havde han spurgt hende at vælge for ham så at han en gang kunne vinde.
Han udførte i 2016, under den traditionelle 5. maj koncert på Amstel, befrielses sangen Nieuwe held som han selv havde skrevet.

### Personlige liv
Ali B giftede sig i 2006 med sin chef, med hvem han har to sønner, der er født i 2009 og 2011. Også, Ali B, agent og svoger til fodboldspilleren Abel Tamata.

## Filmografi
- Patser, 2018

## Eksterne links
- Den officielle hjemmeside for Ali B (nederlandsk/hollandsk)
- Ali B på hjemmesiden for 3VOOR12 (nederlandsk/hollandsk)
- Biografi popinstituut.nl (nederlandsk/hollandsk)
- Ali B på Internet Movie Database (engelsk)
- Ali B på The Movie Database (engelsk)

- Wikimedia Commons har flere filer relateret til Ali B

| Biografi | Spire Denne biografi er en spire som bør udbygges. Du er velkommen til at hjælpe Wikipedia ved at udvide den. |